# Mrakia robertii
Mrakia robertii är en svampart som beskrevs av Thomas-Hall & Turchetti 2010. Mrakia robertii ingår i släktet Mrakia och familjen Cyfstofilobasidiaceae.   Inga underarter finns listade i Catalogue of Life.